# Битка при Халидон Хил
Битката при Халидон Хил е последната битка от шотландските войни за независимост. Състои се на 19 юли 1333 г. между шотландците, командвани от Арчибалд Дъглас, и англичаните, ръководени от крал Едуард III. В опит да освободят обсадения от англичаните град Беруик-ъпон-Туид шотландците са разбити на неблагоприятния терен.

## Предистория
През 1332 г. Едуард Балиол е провъзгласен за крал на Шотландия, но е свален от престола от поддръжниците на Дейвид II и е принуден да напусне страната. Той моли младия крал на Англия Едуард III за подкрепа, която му е оказана.
През пролетта на 1333 г. Балиот тръгва с английска войска под водачеството на Едуард на север. На 1 април достигат Дърам и на 12 април започват обсадата на граничния град Беруик-ъпон-Туид. След двумесечна обсада защитниците на града обявяват, че ще се предадат, ако обсадата продължи след 20 юли. За да затвърди спогодбата, комендантът на града, сър Александър Сътън, дава на Едуард двамата си синове като заложници. По-късно те са обесени.
В същото време настойникът на Дейвид II, сър Арчибалд Дъглас, се приближава с 13 000 души от Нортъмберленд. След безуспешния опит да отвлече английската кралица Филипа д'Авен, съпруга на Едуард, от замъка Бамбург шотландската войска прекосява река Туийд, за да освободи Беруик от обсадата. Английската армия ги очаква с 9000 души близо до Халидон Хил.

## Битката
Едуард разделя войските си на три части, които са разположени по фланговете и при възможност пред стрелците. Лявото крило командва Едуард Балиол, дясното – Ърл ъф Норфолк, а централното – самият Едуард.
Битката на 19 юли продължава целия ден и се изразява в едно-единствено клане на шотландски войници. Шотландците са принудени да настъпват през тресавищния терен, което много ги забавя, а след това щурмуват хълмовете, на които са разположени англичаните. При масивната си атака шотландците са лесна цел за английските стрелци, които изстрелват залповете си един по един, а шотландските копиеносци остават до голяма степен неефективни. В края на битката, когато шотландците побягват от бойното поле, английската кавалерия помита останалите шотландци.

## Последици
При битката англичаните губят само 14 души, а от шотландците са убити най-малко 4000 души, сред които 6 графове, 70 барони, 500 рицари, сър Адам Гордън ъф Беруикшир и сър Арчибалд Дългас. Успехът на стрелците от Южен Уелс е повторен и по-късно в битките при Креси (1346), Аженкур (1415) и Поатие (1356).
След битката обсадата над града продължава още малко преди той да капитулира.